# Диян Русев
Диян Русев е български актьор и автор на документални филми.
Русев е роден през 1978 г. в Севлиево. Там той завършва и средното си образование в гимназия с профил художествен дизайн. През 2003 г. завършва НАТФИЗ „Кръстьо Сарафов“ с диплома за актьорско майсторство за куклен театър.
От около това време живее в Бургас и работи в градския Държавен куклен театър. Създава документалните филми „Ракията на дядо“ (2005) и „Случка с мечка“ (2008), като с втория спечелва награда на публиката „Сребриста чайка“ от конкурса Jameson на „София филм фест на брега“. През 2009 г. участва в журито на фестивала.
Русев участва и в дублажи, между които е дългометражният филм на „Дисни“ и „Пиксар“ „Рататуи“. Също така той изпълнява ролята на Доналд Дък в синхронните дублажи, продуцирани от „Дисни“.